# GNB2
GNB2 (англ. G protein subunit beta 2) – білок, який кодується однойменним геном, розташованим у людей на короткому плечі 7-ї хромосоми.  Довжина поліпептидного ланцюга білка становить 340 амінокислот, а молекулярна маса — 37 331.
| 10         |  | 20         |  | 30         |  | 40         |  | 50         |
| ---------- |  | ---------- |  | ---------- |  | ---------- |  | ---------- |
| MSELEQLRQE |  | AEQLRNQIRD |  | ARKACGDSTL |  | TQITAGLDPV |  | GRIQMRTRRT |
| LRGHLAKIYA |  | MHWGTDSRLL |  | VSASQDGKLI |  | IWDSYTTNKV |  | HAIPLRSSWV |
| MTCAYAPSGN |  | FVACGGLDNI |  | CSIYSLKTRE |  | GNVRVSRELP |  | GHTGYLSCCR |
| FLDDNQIITS |  | SGDTTCALWD |  | IETGQQTVGF |  | AGHSGDVMSL |  | SLAPDGRTFV |
| SGACDASIKL |  | WDVRDSMCRQ |  | TFIGHESDIN |  | AVAFFPNGYA |  | FTTGSDDATC |
| RLFDLRADQE |  | LLMYSHDNII |  | CGITSVAFSR |  | SGRLLLAGYD |  | DFNCNIWDAM |
| KGDRAGVLAG |  | HDNRVSCLGV |  | TDDGMAVATG |  | SWDSFLKIWN |  |            |

A: Аланін

C: Цистеїн

D: Аспарагінова кислота

E: Глутамінова кислота

F: Фенілаланін

G: Гліцин

H: Гістидин

I: Ізолейцин

K: Лізин

L: Лейцин

M: Метіонін

N: Аспарагін

P: Пролін

Q: Глутамін

R: Аргінін

S: Серин

T: Треонін

V: Валін

W: Триптофан

Кодований геном білок за функцією належить до білків внутрішньоклітинного сигналінгу. 
Локалізований у цитоплазмі.